# Zakład Pojazdów Szynowych
Zakład Pojazdów Szynowych – zlokalizowany w Stargardzie oddział warszawskiego przedsiębiorstwa ZPS, zajmujący się naprawą i budową pojazdów szynowych. Jego historia sięga 1859, kiedy to w związku z budową linii kolejowej ze Stargardu do Koszalina powstały prowizoryczne warsztaty. Po II wojnie światowej działały one jako Zakłady Naprawcze Taboru Kolejowego. W 2000 fabrykę postawiono w stan likwidacji i została ona przejęta, a na jej bazie powstała Fabryka Pojazdów Szynowych. W 2003 została ona ponownie przejęta i od 2006 przedsiębiorstwo funkcjonuje pod obecną nazwą.

## Historia

### Powstanie i działalność do 1945
Pierwsze, prowizoryczne warsztaty uruchomiło Towarzystwo Kolei Stargardzko-Poznańskiej, wraz z oddaniem do użytku całej linii do Poznania 9 sierpnia 1848. Następnie wraz z planami rozwoju sieci kolejowej rozpoczęto budowę Warsztatów Kolejowych (Ausbesserungswerk Stargard), które oddano do użytku dwa dni przed otwarciem linii do Koszalina 30 maja 1859. W pierwszych latach działalności zakład zatrudniał 11 urzędników i 100 robotników Na terenie zakładów znajdowały się hala napraw wagonów i hala napraw parowozów, w których znajdowało się miejsce na 20 parowozów, dla 6 tendrów i 75 wagonów, a przed nimi niezadaszone stanowiska dla 130 wagonów i 22 tendrów. Łączny koszt budowy warsztatów wraz z częścią infrastruktury wynosił 9,3 mln thl. Były to największe warsztaty na Pomorzu. W tym czasie naprawiano głównie lokomotywy Borsig oraz Vulkan. W 1879 Warsztaty Kolejowe wykupił pruski skarb państwa. W pierwszym dziesięcioleciu XX wieku warsztaty były drugim pod względem zatrudnionych zakładem pracy na Pomorzu (po szczecińskiej stoczni Vulkan).
W 1914 Warsztaty Kolejowe zmieniły nazwę na Warsztaty Główne (Hauptwerkstatt Stargard). W związku z trwającą wojną warsztaty przyjmowały liczne zamówienia a liczba pracowników wzrosła do tysiąca, w tym zatrudniono kilka kobiet. W 1916 rozpoczęto rozbudowę warsztatów. Oddano do użytku kuźnię z 33 palarniami kowalskimi, 4 młotami powietrznymi i z hydrauliczną prasą. Następnie uruchomiono 54-stanowiskową lokomotywownię. Po rozbudowie (w 1922) łączna powierzchnia Warsztatów Kolejowych wynosiła 70 000 m².
W 1923 Warsztaty Kolejowe przemianowywano na Kolejowe Zakłady Naprawcze (Reichsbahn Ausbesserungswerk Stargard). Zarządzono też nową organizację zakładu. Podzielono go na sześć oddziałów: lokomotywowy, wagonowy, techniczno-usługowy, materiałowy, transportowy i administracyjny. Zmodernizowano zaplecze techniczne; zamontowano przesuwnice, podnośniki i specjalistyczny sprzęt naprawczy. Zakłady obsługiwały 1648 wagonów i 437 lokomotyw, w 1925 średnio w ciągu miesiąca naprawiano 1733 wagony. Wraz ze wzrostem zatrudnienia pobliżu warsztatów (na terenie dzisiejszego osiedla Chopina) rozpoczęto budowę mieszkań dla pracowników. W 1927 wszystkie budynki warsztatów połączono linią telekomunikacyjną.
Po dojściu nazistów do władzy rozpoczął się wyścig zbrojeń. Od 1937 Zakłady Naprawcze w Stargardzie rozpoczęły przestawiać swoją specyfikę produkcji. Wagony i lokomotywy były przystosowywane do pracy na polu walki, rozpoczęto produkcję pociągów pancernych. Już po wybuchu wojny w Stargardzie, ze względu na węzłowy charakter stacji ulokowano tu pociągi sanitarne, które miały na celu szybką likwidację uszkodzeń sieci kolejowej i taboru. W czasie wojny kilkukrotnie wzrosło zatrudnienie. Głównie za sprawą przymusowej pracy jeńców wojennych z pobliskiego Stalagu II D. W szczytowym okresie w latach 1942-1943 zakłady zatrudniały ok. 6 tysięcy osób. Okres wojny warsztaty przetrwały bez większych uszkodzeń i dłuższych przerw w pracy. Tuż przed wkroczeniem wojsk radzieckich do Stargardu (w lutym 1945) większość maszyn, urządzeń i sprzętu pomocniczego wywieźli Niemcy podczas ewakuacji z miasta.

### Odbudowa po wojnie

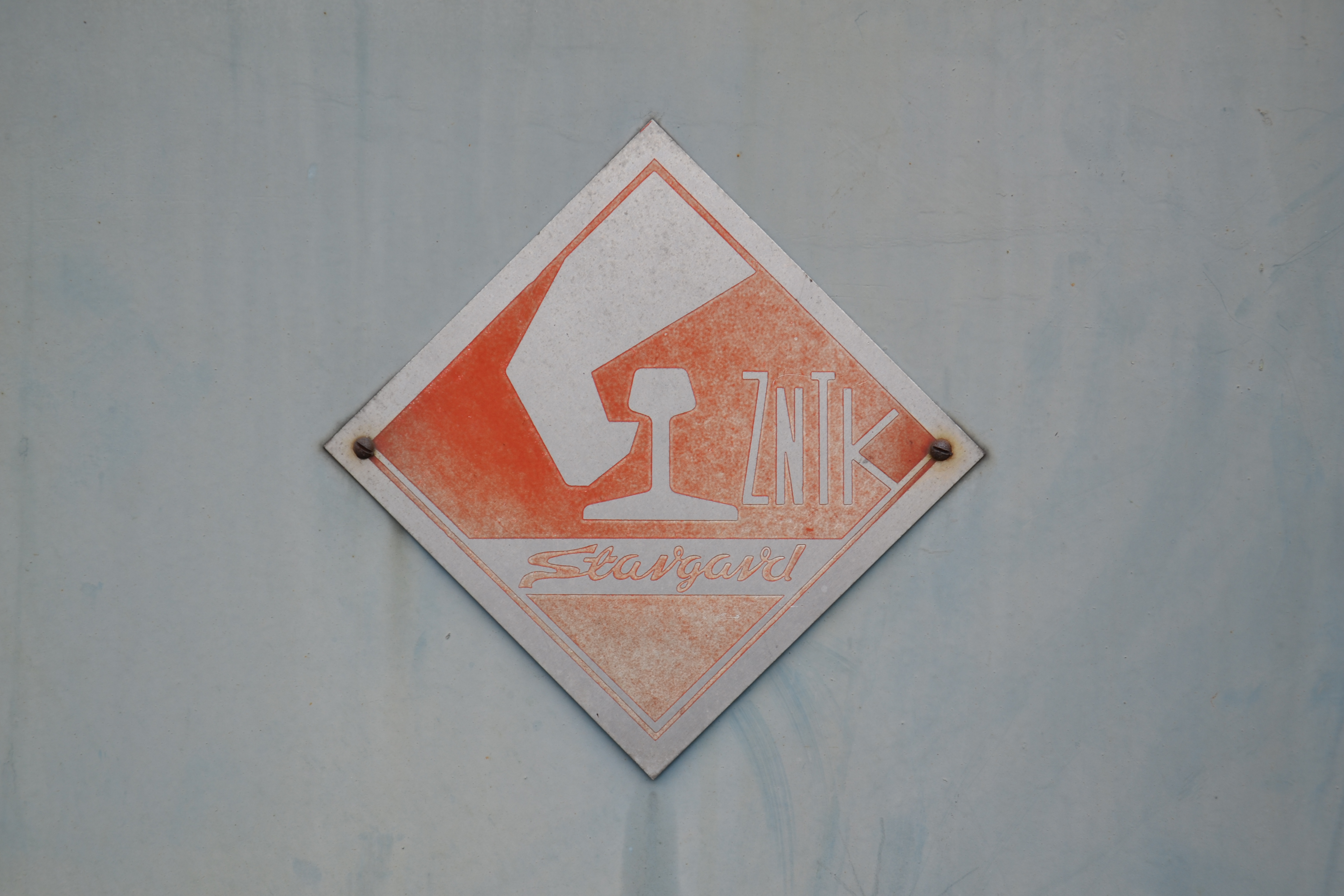
Logo dawnego ZNTK Stargard

Warsztaty Główne PKP rozpoczęły działalność 17 lipca 1945. Pierwszymi pracownikami byli osadnicy z Radomia. W początkowym okresie prace skupiały się na odbudowie budynków oraz przy pracach nad uruchomieniem hal produkcyjnych. Ponadto dokonywano napraw bieżących oraz przeglądów rewizyjnych wagonów osobowych i towarowych. Wraz z wejściem w życie planu 5 letniego (1950-55) 1 stycznia 1950 Warsztaty przemianowano na Warsztaty Mechaniczne i podporządkowano je bezpośrednio Dyrekcji Generalnej Kolei Państwowych. Po pół roku ponownie zmieniono nazwę na Zakłady Naprawcze Parowozów nr 18 podległe Dyrekcji Zakładów Produkcyjnych Kolei Państwowych w Poznaniu. Następnie zakład zyskał samodzielność i ostateczną nazwę Przedsiębiorstwo Państwowe ZNTK „Stargard”.
Łącznie w pierwszych latach działalności zakładu (1945-1957) naprawiono 17258 wagonów towarowych, 144 wagony nagrzewcze i 500 parowozów. W 1957 zwiększyła się powierzchnia ZNTK z 36,3 tys. m² (w 1945) do 77,2 tys. m².
W początku lat 60. ustalono specjalizację poszczególnych zakładów. W związku z tym w 1961 w ZNTK „Stargard” uruchomiono nowe linie produkcyjne ukierunkowane na produkcję maszyn torowych. Do tej pory urządzenia do układania trakcji kolejowej i energetycznej importowano. Rozpoczęto produkcję seryjną podwozi dla Fabryki Wagonów w Świdnicy, na których budowano cysterny na eksport do ZSRR oraz wagony wąskotorowe Zielha.

### Prywatyzacja i likwidacja
W wyniku zmian ustrojowych w PPPKP rozpoczęto restrukturyzację. Skutkiem tych działań było m.in. przekazanie pełnej samodzielności wszystkim ZNTK, w tym zakładom w Stargardzie. Cięcia w zatrudnieniu (w przeciągu 10 lat od 1990 do początku 2000 zwolniono ponad 1100 osób) nie przyniosły rezultatu. Zakład z roku na rok zwiększał swój deficyt. Ponadto zadłużenie zakładu w wysokości 18 mln zł powodowało spadek zamówień na nowe maszyny.
W 1995 ZNTK Stargard zostały włączone do Programu Powszechnej Prywatyzacji w ramach IX NFI. W tym czasie milioner J. Rockefeller poprzez swoją spółkę Investments International wyraził chęć zakupu stargardzkich zakładów. Jednak ZNTK były jednoosobową spółką akcyjną Skarbu Państwa i ostateczna decyzja należała do Ministerstwa Przekształceń Własnościowych, które wolało włączyć zakład do Programu Powszechnej Prywatyzacji. A samemu Rockefellerowi zaproponowano wykupić 45% akcji, a po następnych 2 latach dalsze 15%. Jednak takie rozwiązanie nie satysfakcjonowało biznesmena a negocjacje ostatecznie zerwano.
Kolejnym krokiem restrukturyzacyjnym zakładów było pozbycie się wszystkich obiektów, które nie były związane bezpośrednio z produkcją. Budynek szkoły przyzakładowej przejął Zespół Szkół Transportowych, Kolejowy Klub Sportowy Błękitni wraz z otoczeniem sportowym otrzymało miasto Stargard. Ośrodki wypoczynkowe ZNTK w Zieleniewie, Karpaczu i Pobierowie początkowo były dzierżawione by ostatecznie je sprzedać.
W II połowie 1999 pojawiła się ostatnia szansa na utrzymanie zakładu. Było to zamówienie PKP na 4 pociągi sieciowe, o wartości 14 mln zł. Jednak żaden z banków nierentownemu przedsiębiorstwu nie chciał udzielić kredytu. Ostatecznie poręczenie złożyła gmina-miasto Stargard i powiat stargardzki. Jednakże działania okazały się zbyteczne. 1 kwietnia 2000 Walne Zgromadzenie Akcjonariuszy ZNTK postanowiło postawić je w stan upadłości.

### Fabryka Pojazdów Szynowych
Fabryka Pojazdów Szynowych powstała w maju 2000 częściowo na bazie upadłych ZNTK „Stargard”. Zatrudniła 168 osób. Fabryka nastawiona była na działalność produkcyjno-usługową. W połowie 2003 roku fabryka została postawiona w stan upadłości.

### Zakład Pojazdów Szynowych
10 września 2003 teren upadłej Fabryki Pojazdów Szynowych został przejęty przez spółkę MTR z Warszawy, która następnie 15 września 2005 została właścicielem zakładu. W międzyczasie, w 2004 część byłego terenu ZNTK została włączona do Stargardzkiego Parku Przemysłowego. 12 kwietnia 2006 spółka MTR zmieniła nazwę na ZPS i jej siedziba mieści się przy ul. Górczewskiej 228D/U2 w Warszawie. Zakład produkcyjny mieszczący się przy ul. Pierwszej Brygady 35 w Stargardzie otrzymał natomiast nazwę Zakład Pojazdów Szynowych.
W kolejnych latach zakłady realizowały dostawy m.in. dla PKP Energetyki, PKP SKM, Tramwajów Warszawskich, Tajlandii i Hiszpanii.
24 lutego 2015 PKP Polskie Linie Kolejowe podpisały z Zakładem Pojazdów Szynowych umowę na dostawę dwuczłonowego pojazdu diagnostycznego do badań defektoskopowych szyn oraz pomiaru innych elementów drogi kolejowej. W 2016 roku PKP Polskie Linie Kolejowe podpisały z Zakładem Pojazdów Szynowych umowę na dostawę 6 drezyn, a 23 lutego 2018 na kolejnych 36 drezyn. 2 marca Przedsiębiorstwo Napraw i Utrzymania Infrastruktury Kolejowej w Krakowie podpisało umowę na dostawę pociągu sieciowego.
3 października 2018 doszło do pożaru dwuczłonowego pojazdu diagnostycznego, którego otrzymać miały PKP PLK na mocy umowy z lutego 2015.

## Zestawienie produkcji

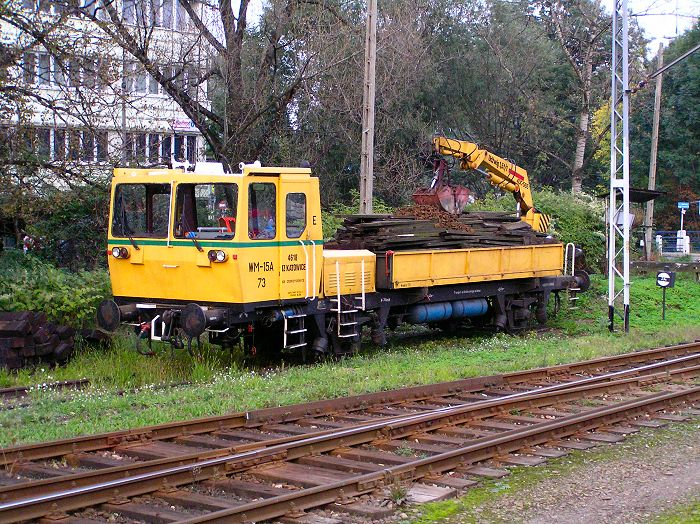
Wózek motorowy WM-15

W latach 1945–2000 ZNTK Stargard wyprodukowały ponad 20 000 maszyn. W największej liczbie wyprodukowano podwozia 903R, natomiast najpopularniejszym pojazdem zakładów był wózek motorowy WM-15 wybudowany w okresie 1977–1996 w liczbie 555 egzemplarzy.
| Pojazd                                | Lata produkcji | Liczba sztuk |
| ------------------------------------- | -------------- | ------------ |
| Nasuwarka toru NH                     | 1963–2000      | 1468         |
| Oczyszczarka tłucznia OT-400          | 1966           | 155          |
| Zgarniarka tłucznia ZT-250            | 1972–1993      | 121          |
| Nasuwarka torów NS-60                 | 1972–1991      | 589          |
| Pociąg do transportu odsiewek PT0-200 | 1976–1990      | 56           |
| Układarka szyn WS-1                   | 1977–1991      | 51           |
| Wózek motorowy WM-15                  | 1977–1996      | 555          |
| Platforma roboczo-gospodarcza PRG-45A | 1974–1996      | 167          |
| Przyczepa do wózka PWM-15             | 1979–1994      | 552          |
| Chemiczna odchwaszczarka CHOT-50      | 1980–1988      | 21           |
| Podbijarka torów PT-800               | 1982–1996      | 35           |
| Profilarka ławy torowiska PŁT-500     | 1985–1993      | 50           |
| Podwozie 903R                         | 1962–1991      | 15 592       |
| Pług śnieżny 411S                     | 1972–1989      | 158          |

## Zatrudnienie
| Rok           | Robotnicy | Urzędnicy |               |
| ------------- | --------- | --------- | ------------- |
| 1860          | 100       | 11        | [ 16 ]        |
| 1898 (1 IV)   | 412       | 35        | [ 16 ]        |
| 1909 (31 VI)  | 800       | 50        | [ 16 ]        |
| 1914          | 1000      | ?         | [ 16 ]        |
| 1918          | 2210      | 139       | [ 17 ]        |
| 1922          | 2000      | ?         | [ 17 ]        |
| 1932          | 1217      | 172       | [ 18 ]        |
| 1934          | 1495      | 175       | [ 18 ]        |
| 1941          | 4000      | ?         | [ 16 ]        |
| 1943          | 6000      | ?         | [ 16 ]        |
| 1945          | 151       | 19        | [ 19 ]        |
| 1950 (pocz.)  | 885       | ?         |               |
| 1950 (koniec) | 921       | ?         |               |
| 1960          | 1262      | 148       | [ 20 ]        |
| 1970          | 2159      | 340       | [ 20 ]        |
| 1971          | 2290      | ?         | [ 21 ]        |
| 1972          | 2362      | ?         | [ 21 ]        |
| 1980          | 2108      | 361       | [ 20 ]        |
| 1990          | 1532      | 325       | [ 20 ]        |
| 1991          | 1500      | ?         | [ 22 ]        |
| 1995          | 900       | ?         | [ 23 ]        |
| 1996          | 840       | ?         | [ 23 ]        |
| 1997          | 740       | ?         | [ 23 ]        |
| 1999 (koniec) | 440       | ?         | [ 24 ]        |
| 2000 (pocz.)  | 391       | ?         | [ 24 ]        |
| 2000 (koniec) | 168       | ?         | [ 24 ] [ 25 ] |

## Dyrektorzy
| Od         | Do         | Osoba                 | Funkcja         |
| ---------- | ---------- | --------------------- | --------------- |
| 18.07.1945 | 31.12.1946 | Stanisław Figurzuński | naczelnik       |
| 01.01.1947 | 31.08.1948 | Stanisław Użarowski   | naczelnik       |
| 01.09.1948 | 19.02.1949 | Bogdan Matczyński     | p.o. naczelnika |
| 20.02.1949 | 31.07.1950 | Leon Michalski        | naczelnik       |
| 01.08.1950 | 31.12.1952 | Bogdan Matczyński     | dyrektor        |
| 01.01.1953 | 31.12.1956 | Wasyl Owczarenko      | dyrektor        |
| 01.01.1957 | 31.12.1957 | Henryk Wlazło         | p.o. dyrektora  |
| 01.01.1958 | 25.10.1959 | Zbigniew Andrys       | dyrektor        |
| 26.10.1959 | 19.03.1963 | Stanisław Chełstowski | dyrektor        |
| 20.03.1963 | 05.07.1966 | Józef Śmiechowski     | dyrektor        |
| 06.07.1966 | 31.01.1967 | Wiesław Motyka        | p.o. dyrektora  |
| 01.02.1967 | 19.01.1971 | Henryk Kubica         | dyrektor        |
| 20.01.1971 | 08.07.1982 | Jerzy Zajączkowski    | dyrektor        |
| 09.07.1982 | 30.10.1987 | Jan Kuźmicki          | dyrektor        |
| 02.11.1987 | 20.05.1990 | Włodzimierz Czaboryk  | dyrektor        |
| 22.05.1990 | 31.07.1991 | Henryk Klupś          | dyrektor        |
| 21.08.1991 | 29.10.1999 | Leszek Szczepański    | dyrektor        |
| 02.11.1999 | 19.04.2000 | Juliusz Kajkowski     | dyrektor        |

## Rola ZNTK w życiu miasta

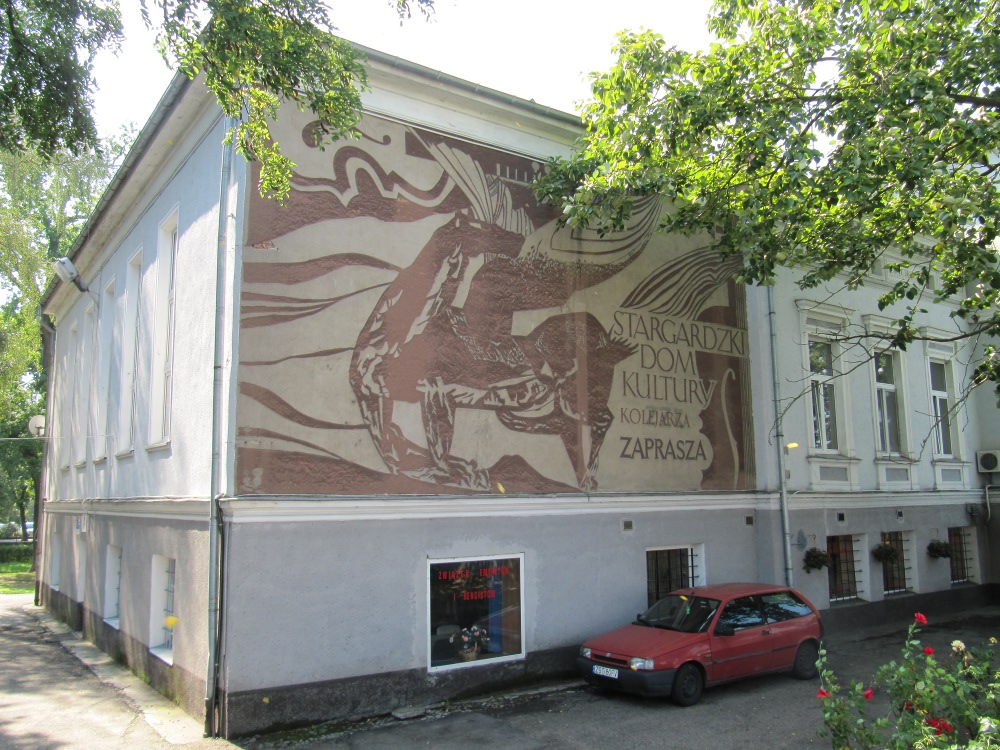
Stargardzki Dom Kultury Kolejarza

Jeszcze przedwojenne Kolejowe Zakłady Naprawcze rozpoczęły działalność na rzecz polepszenia jakości życia pracowników. W 1925 rozpoczęto budowę zakładowych domów mieszkalnych, w których znajdowało się 156 mieszkań.
Także po wojnie pierwszymi działaniami ZNTK było tworzenie nowych mieszkań dla pracowników (m.in. przy ul. Piłsudskiego, Wyszyńskiego, os. Zachód, os. Kopernika). W tym czasie wybudowano łącznie 591 mieszkań.
Tuż po uruchomieniu zakładu 18 maja 1945 powstał Kolejowy Klub Sportowy „Błękitni” Starogród nad Iną. Klub ten był pierwszą organizacją kulturalną powstałą po II wojnie światowej na Pomorzu Zachodnim. Pierwszym rozegranym przez Błękitnych meczem była rozgrywka z jednostką wojsk Armii Czerwonej, w którym gospodarze pokonali gości 4:2.
Jeszcze w 1945 został uruchomiony Stargardzki Dom Kultury Kolejarza (jeden z nielicznych działający do dziś w Polsce).
Nadto na terenie miasta działały obwód lecznictwa kolejowego, dwie apteki oraz pogotowie kolejowe.
Stargard od lat 50 XX wieku do obecnego milenium zwany był „miastem kolejarzy”. Zakłady Naprawcze Taboru Kolejowego „Stargard” były największym zakładem w mieście. W szczycie zatrudnienia pracowało w nich ponad 2300 osób. Ponadto w związku z węzłowym położeniem miasta (stargardzki węzeł kolejowy), znajdowały się tu: lokomotywownia, wagonownia, kilka służb m.in. drogowa, mechaniczna, eksploatacyjna, zaopatrzenia. Łącznie w latach 70. XX wieku w zakładach związanych z koleją pracowało ponad 5 tysięcy osób.